# Сапоро Доум
„Сапоро Доум“ е изцяло закрит стадион, намиращ се в район Тойохира-ку на Сапоро, Япония.
Използва се предимно за бейзбол, футбол и американски футбол. Той е домакински стадион на „Хокайдо Нипон Хем Файтърс“ и на „Консадол Сапоро“.
Стадионът е открит през 2001 година и е с капацитет 41580 места. Той бе домакин на три срещи от Световното първенство в Япония и Южна Корея – Германия срещу Саудитска Арабия, Италия срещу Еквадор и Англия срещу Аржентина, всички те от груповата фаза на турнира.
Сапоро Доум бе домакин и на церемониите по откриването на Световното първенство по ски – северни комбинации през 2007 година на 22 февруари, а също и на закриването на 4 март. Тук за пръв път се проведе състезание ски състезание през нощта и на закрито по време на Световното, а след това и на Зимните олимпийски игри (ски бягане). За тези състезания капацитета му е бил намален на 30000 места.
Доум е използван и като супер специален етап от рали Япония през 2008 и 2010 година.
В края на 2009 година бяха извършени ремонтни работи, които позволяват на стадиона да увеличава капацитета си до 53796 места, а също така да се освободят повече места за създаването на заведения за забавления и хранене. Монтирано е още едно светлинно табло и се правят допълнителни съблекални. След това се прави зона за журналисти, като част от нова офис сграда, прикрепена към стадиона. Площта на самата арена е била намалена, за да има повече места за зрителите.

### Технологично чудо
Доум е интересен с това, че може да се променя и да използва 2 различни повърхности. Бейзболните мачове се играят на изкуствена трева, докато футболните са на естествена, която се вкарва в стадиона, когато е необходимо. През останалото време, футболния терен е отвън, за да може тревата да бъде огрявана от слънцето. Има и други стадиони с тази технология, като например Фелтинс арена в Германия, Гелредоум в Холандия и университетския стадион във Финикс (САЩ), но за разлика от тези спортни съоръжения, Сапоро Доум е с твърд покрив.
Напредналата технология на стадиона е толкова проста, колкото и сложна. Използва се пневматична система под игралното поле, която е под две основи, върху които стъпва терена. Самият футболен терен може да се съхранява в изкуствена кухина под стадиона, както и извън него. Цялостният процес на трансформация от бейзболен до футболен терен трае около 5 часа. Когато теренът е навън, тогава част от седалките се прибират, за да отворят скрития зад тях вход. След внасянето на игрището, то се завърта на 90 градуса.
Сапоро Доум е построен от група, водена от архитекта Хироши Хара. Има формата на голяма осмица, създадена от обединението на две удължени окръжности. Самите трибуни също се трансформират, като могат да застават успоредно за футболните срещи, а чрез завъртането им под формата на диамант те се превръщат в място за наблюдаване на бейзболни мачове.